# Joachim Gutsche
Joachim Gutsche (* 22. Oktober 1926 in Zwickau; † 23. Januar 2012 in Berlin) war ein deutscher Maler.

## Leben
Joachim Gutsche begann eine Ausbildung zum technischen Zeichner. Während des Zweiten Weltkriegs wurde er 1944 zum Kriegsdienst bei der Marine eingezogen und geriet in britische Kriegsgefangenschaft. Von 1946 bis 1951 arbeitete er als technischer Zeichner in der Crossener Papierfabrik. Zur gleichen Zeit begann er, in seiner Heimarbeit Kleinbilder mit landschaftlichen und sakralen Motiven für den Export zu fertigen. Ab 1949/50 besuchte er die Malklasse der Robert-Schumann-Akademie Zwickau. 1951 bewarb er sich um einen Studienplatz an der Hochschule der Künste Berlin-Weißensee, wurde aber wegen „formalistischer“ Kunstauffassungen abgelehnt. Noch im selben Jahr wurde er für das Studium der Malerei an der Hochschule für Bildende Künste in Westberlin zugelassen und erhielt für die Dauer seines Studiums eine Aufenthaltsgenehmigung für Westberlin.
1954 wurde Gutsche beim Beantragen einer Besuchererlaubnis für Zwickau auf der Polizeidienststelle am Spittelmarkt in Ost-Berlin verhaftet. Er hatte Kommilitonen seinen Ostausweis ausgeliehen, die dann optische Geräte aus der DDR verschoben hatten. Er wurde wegen Wirtschaftskriminalität zu drei Jahren und zehn Monaten Gefängnis verurteilt und in den Haftanstalten Crimmitschau und Klotzsche inhaftiert. Nach 26 Monaten Haft wurde er vorzeitig aus dem Arbeitslager Klotzsche entlassen. Noch im selben Jahr stellte er, mit der Begründung, sein Studium nach der Haftentlassung beenden zu wollen, einen Antrag auf Zuzug in die DDR. Nachdem der Antrag abgelehnt worden war, meldete er sich 1957 in Zwickau ab und zog nach Charlottenburg und nahm sein Kunststudium wieder auf, das er zwei Jahre später abschloss. 1960 erhielt er eine unbefristete Zuzugsgenehmigung für Westberlin.
Von 1960 bis 1963 war Gutsche Mitarbeiter für Farbgestaltung und Kunst am Bau bei Bernhard Dörries. 1966 heiratete er Erika Slaby, 1967 wurde die gemeinsame Tochter Flora geboren. Neun Jahre später seine Ehefrau und seine Tochter aus der gemeinsamen Wohnung in der Mommsenstrasse 61 aus.
Gegen Ende der 1970er Jahre verschlechterte sich Gutsches psychischer Zustand. Er zog sich mit zunehmenden Verfolgungsängsten in die Isolation zurück: In Aufzeichnungen schrieb er über Einbrüche durch Agenten des Verfassungsschutzes in seine Wohnung und umfangreichen Diebstahl von Kunstwerken, mutmaßte systematische Verhinderungen von Kunstankäufen und Ausstellungen durch den deutschen Staatsapparat und schrieb über Vergiftungsversuche, Säure- und Virenanschläge und dergleichen.
Ab Mitte der 1980er Jahre hielt er sich fast ausschließlich in seiner Wohnung auf und beschäftigte sich obsessiv mit Malerei und Zeichnung. 1996 wurde er vom Landgericht Chemnitz rehabilitiert, das Hafturteil von 1954 wurde aufgehoben. 2003 verteidigte er sich erfolgreich selbst vor Gericht, nachdem ein gerichtliches Betreuungsverfahren gegen ihn angestrengt worden war. Am 23. Januar 2012 starb er im Alter von 85 Jahren in seiner Wohnung in Berlin-Charlottenburg.

## Werk
„Die Bilder sind schön. Eigenartig, aber nicht versponnen. Voller Farben, die nicht satt machen, sondern immer wieder hinsehen lassen. Rätselhafte Motive, aber keine Hieroglyphen des Wahns.“

Seine Zeichnungen – düstere, bevorzugt mit schwarzem Filzstift geschaffene Arbeiten – zeigen immer wieder die gleichen Motive: menschenartige Wesen mit zum Teil übergroßen Geschlechtsteilen, in zerfließenden Landschaften. Gutsche zeichnete stets bis an die äußeren Bildränder, häufig wurden dichtgedrängte Häuserfassaden dargestellt, sodass es weder Vorder- noch Hintergrund gibt. Die dichte Linienführung ist dabei mehrfach überlagert. 1974 schrieb er:

„In einem großen Teil meiner Bilder und Graphiken habe ich mich mit dem Thema Großstadt befaßt. In dieser Zusammenballung von Architektur, Menschen und Fahrzeugen fristen Flora und Fauna ein karges Dasein.“

Den grafischen Blättern der 1950er fehlen jegliche Darstellung von Individuen bzw. auch nur Andeutungen figurativer Formen – zugunsten einer „angestrebten Dynamik des ganzen Bildes“, um „das Wesentliche zu geben“. Bei auftauchenden Figuren werden häufig Motive wie zum Beispiel ein überdimensionaler Penis oder ein schwangerer weiblicher Körper dargestellt, um auf sexuelle Tabus und eine damals vorherrschenden Prüderie zu verweisen und diese zu überwinden. Auch werden mit politischer Motivik in der „Frontstadt“ Berlin die Verbündeten Vereinigten Staaten an den Pranger gestellt. In den Jahren 1990–1992 führte Gutsche eine Vielzahl von politischen Aktionen durch. Er verteilte Flugblätter und verlas selbst verfasste Schriften, z. B. das Pamphlet Die verwüsteten Gehirne anlässlich der Ausstellungseröffnung von Ben Wargin „Die Wüste ist in uns“ im Schloss Charlottenburg oder im September 1990, als er anlässlich einer Veranstaltung vor der ehemaligen Stasizentrale in Ostberlin seine Schrift Die Unheilbare deutsche Geheimdienstseuche vorlas.
In der Gestaltung seines Spätwerks wurde Gutsche im Ausdruck milder, in den Formen weniger kontrastreich und die Farbpalette wurde pastoser. Er setzte sich intensiv mit dem urbanen Raum auseinander und stellte 1974 die Prognose: „Mit der rapiden Vermehrung der Menschheit wird deren ‚Menschlichkeit‘ schwinden müssen.“

## Ausstellungen (Auswahl)

### Einzelausstellungen
- 1964: Kunstschau im Paula-Becker-Modersohn-Haus, Bremen
- 1974: Ausstellung im Bildungszentrum Gelsenkirchen
- 1979: Ausstellung an der Volkshochschule im Haus am Grünen Ring, Herne
- 1981: Kunstamt Neukölln, Rathaus-Galerie, Berlin
- 1984: Graphothek City Charlottenburg

### Gemeinschaftsausstellungen
- 1960–1964: Grosse Berliner Kunstausstellung
- Europäischer Kunstverein Kampen Sylt
- 1974: Querschnitt ́74, Kunstamt Berlin-Tempelhof
- 1975: 1. Mai-Salon: „1. Mai 1945. 1. Mai 1975. Dreißig Jahre Frieden“, Haus am Lützowplatz, Berlin
- 1981: 1. Mai-Salon: „Frieden und Abrüstung“, Haus am Lützowplatz, Berlin
- 1982: Malerei Materialbilder, Haus am Kleistpark, Berlin
- 1983: 1. Mai-Salon: „Mai 1933 – Mai 1983“, Haus am Lützowplatz, Berlin
- 1983: Berliner Künstler in Traben-Trarbach
- 1983: Jahresrückblick ́83, Kunstamt Charlottenburg